# Hypercompe detecta
Hypercompe detecta là một loài bướm đêm thuộc phân họ Arctiinae, họ Erebidae.